# Entre Rios do Sul
Entre Rios do Sul este un oraș în Rio Grande do Sul (RS), Brazilia.